# Jan Haž

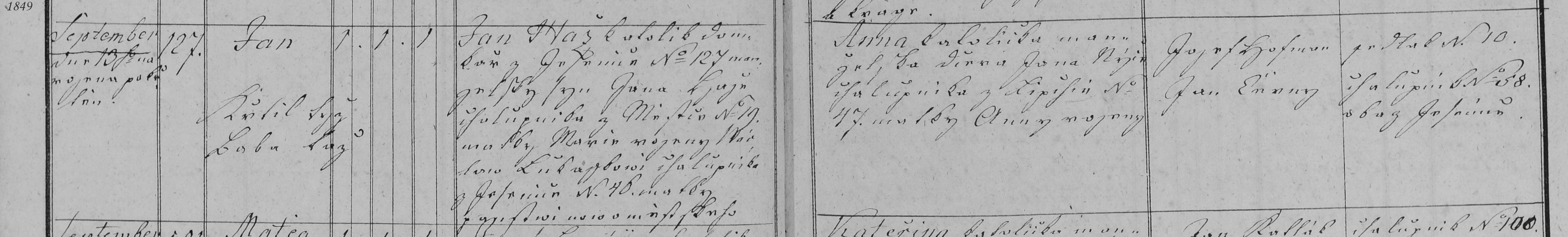
Matriční zápis o narození a křtu Jana Haže (matrika N index N 1845-1850 Velká Jesenice (SOA Zámrsk))

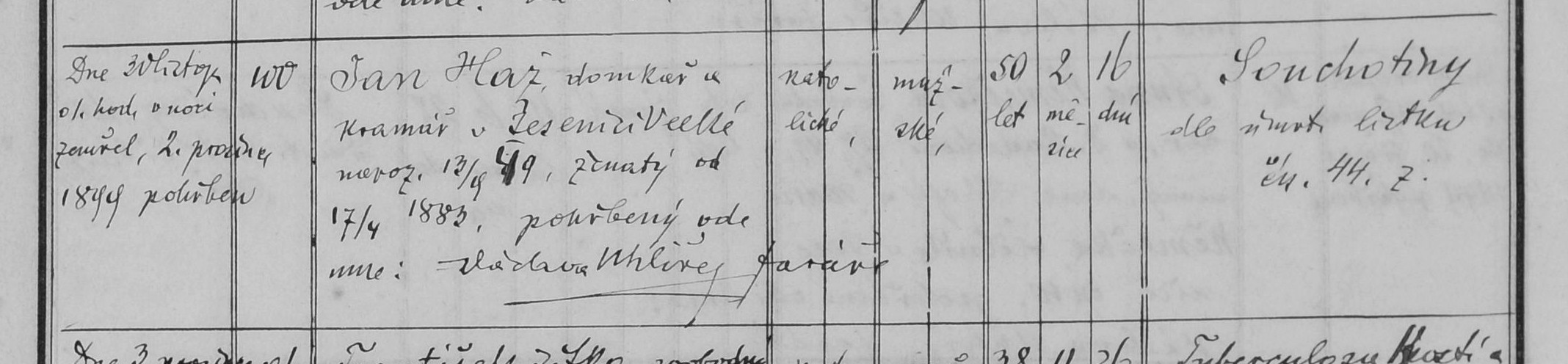
Matriční zápis o úmrtí Jana Haže (matrika Z index Z 1867-1904 Velká Jesenice (SOA Zámrsk))

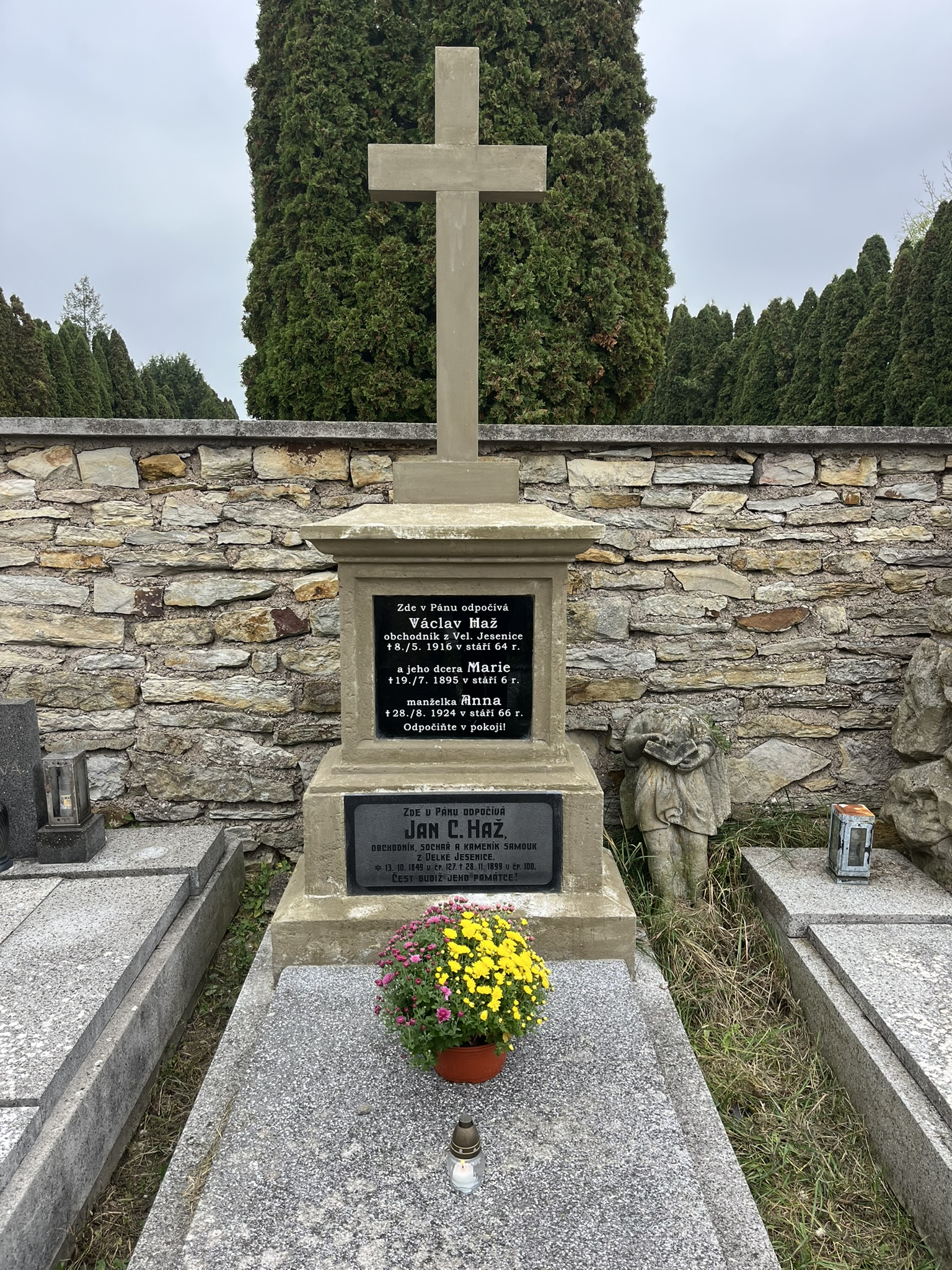
Hrob Jana Haže, Velká Jesenice

Jan Haž (13. září 1849, Velká Jesenice – 30. listopadu 1899, Velká Jesenice) byl český sochař samouk působící v okolí Velké Jesenice na Náchodsku.

## Život
Jan Haž se narodil ve Velké Jesenici dne 13. září 1849 do chudé rodiny chalupníka Jana Haže a jeho manželky Anny, rozené Nyčové. Svůj talent a vášeň pro umění objevil již v dětství, nebylo mu však umožněno navštěvovat uměleckou školu. Po návratu z povinné vojenské služby se rozhodl otevřít si ve vsi obchod se smíšeným zbožím a vedle toho se věnovat sochařství. Zkušenosti získával z knih a také od učitelů a studentů z hořické kamenické školy, které k sobě brával do učení. Byl velkým obdivovatelem stavby katedrály svatého Víta v Praze. Zemřel ve věku 50 let na následky infekce, kterou si způsobil při poranění nohy. Pohřben byl na místním hřbitově u Kostela Nanebevzetí Panny Marie. Jeho hrob byl v roce 2019 renovován.

## Dílo
Jan Haž je autorem řady drobných sakrálních památek ve Velké Jesenici a okolních obcích. Jeho dílo se řadí k historismu.

### Výběr z díla
- Sousoší ukřižování na hřbitově ve Velké Jesenici[3]
- Socha svatého Jana Nepomuckého ve Velké Jesenici[4]
- Socha ukřižování u vstupu do kostela ve Velké Jesenici
- Sousoší ukřižování na rozcestí cest z Velké Jesenice do Volovky
- Sousoší ukřižování v Nahořanech

## Galerie

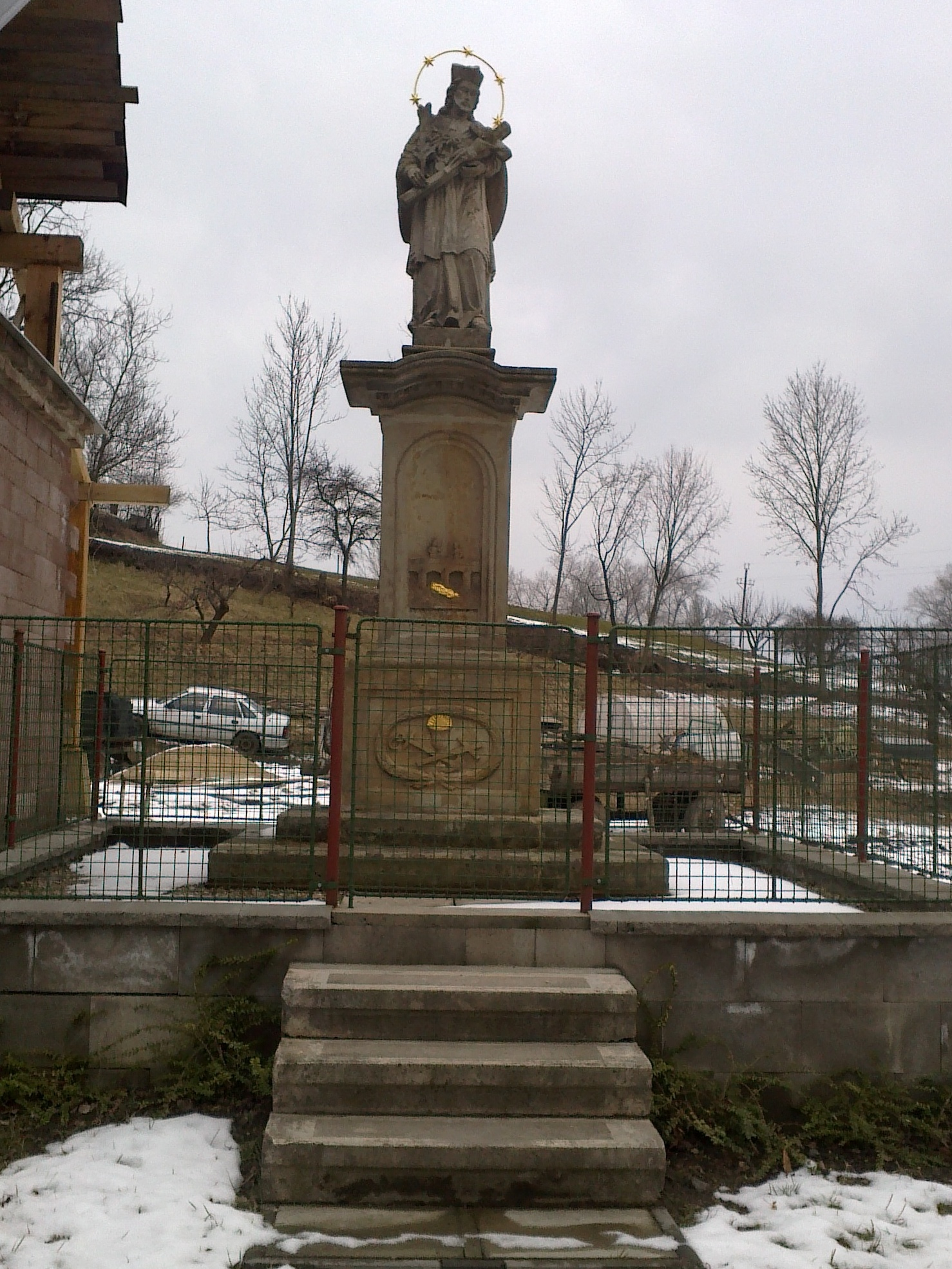
Socha sv. Jana Nepomuckého, Velká Jesenice
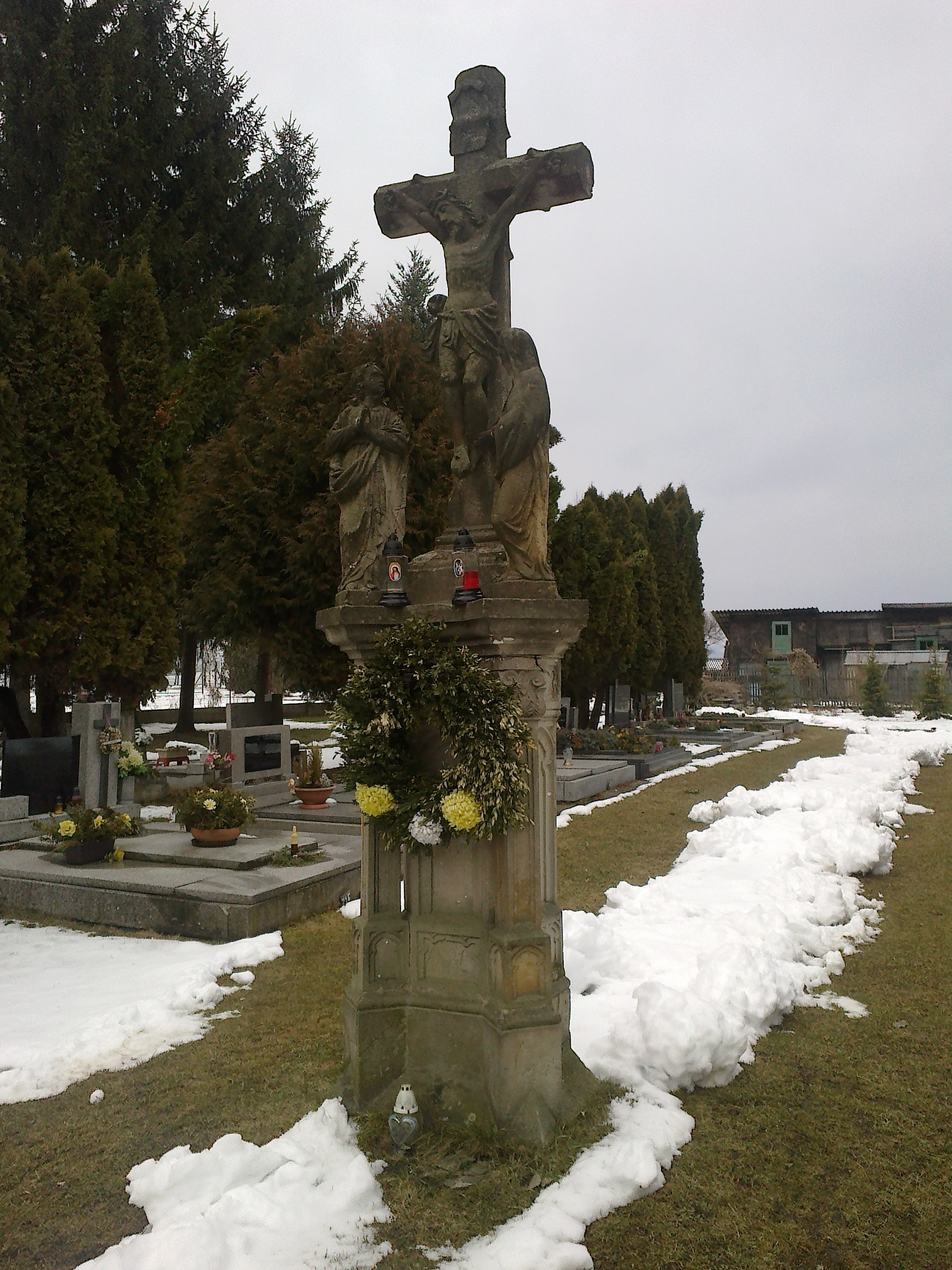
Sousoší ukřižování, Velká Jesenice
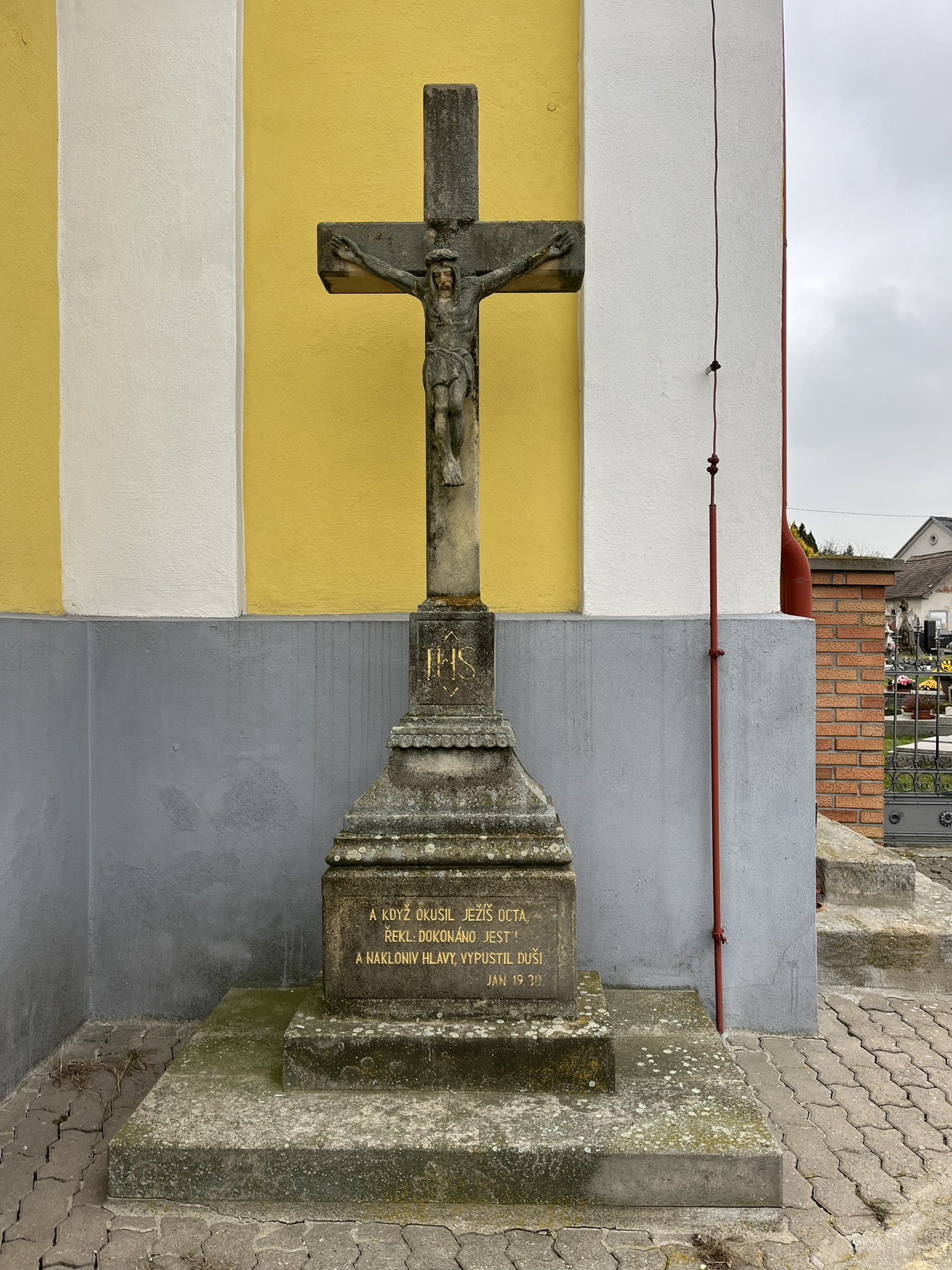
Socha ukřižování u vchodu do kostela, Velká Jesenice